# Front de l'Est (film)
Pour les articles homonymes, voir Front de l'Est.
Pour plus de détails, voir Fiche technique et Distribution.
Front de l'Est (Silencio en la nieve) est un film de guerre hispano-lituanien de Gerardo Herrero sorti en 2011.

## Synopsis
Front russe, hiver 1943. la Division bleue est composée de 18 000 volontaires espagnols envoyés sur le Front de l’Est afin de prêter main-forte aux troupes allemandes. Un matin, un bataillon de la Division bleue découvre une série de têtes de chevaux éparpillés sur la surface gelée du lac, sur un des chevaux, le corps d’un officier égorgé avec, sur son torse, une phrase étrange inscrite au couteau : « Prends garde, Dieu te regarde ». D’autres crimes suivront. Le soldat Arturo Andrade, un ancien inspecteur de police précis et rigoureux, est chargé de l’enquête. Face à lui, 18 000 suspects. Arturo décèle des liens entre les assassinats et la franc-maçonnerie. Il forme une deuxième hypothèse : la victime aurait pu être un agent pro-soviétique infiltré dans la Division, et « Prends garde, Dieu te regarde », un avertissement aux autres taupes.

## Fiche technique
- Titre original : Silencio en la nieve
- Titre français : Front de l'est
- Réalisation : Gerardo Herrero
- Scénario : Nicolás Saad d'après Empereurs des ténèbres d'Ignacio del Valle
- Direction artistique :
- Décors :
- Costumes :
- Photographie : Alfredo Mayo
- Montage : Cristina Pastor
- Musique :
- Production : Mariela Besuievski, Gerardo Herrero et José Velasco
- Société(s) de production : Castafiore Films, Lietuvos Kinostudija, Tornasol Films et Zebra Producciones
- Société(s) de distribution :  Alta Films
- Pays d’origine :  Espagne/ Lituanie
- Langue : Espagnol
- Format : Couleurs - 35mm - 2.35:1 - Son Dolby numérique
- Genre : Film de guerre
- Durée :
- Dates de sortie :
  -  Espagne : 16 décembre 2011 (Prix Goya)
  -  Espagne : 20 janvier 2012

## Distinctions

### Nominations
- 2 nominations